# 인천타이거항공
인천타이거항공은 싱가포르를 중심으로 한 저비용 항공사 타이거항공이 인천교통공사와 함께 설립추진했던 항공사이다. 그러나 대한민국 내 항공사의 반발과 법적인 문제에 설립에 난항을 겪으면서 인천광역시는 대한항공의 계열사인 진에어와 손을 잡는 방향으로 바꾸었고, 항공사 설립은 무산되었다.